# Саут Бурлингтон (Вермонт)
Саут Бурлингтон (енгл. South Burlington) град је у америчкој савезној држави Вермонт.

## Демографија
По попису из 2010. године број становника је 17.904, што је 2.09 (13,2%) становника више него 2000. године.
| Група             | 2000.          | 2010.          |
| Белци             | 14.704 (93,0%) | 15.876 (88,7%) |
| Афроамериканци    | 132 (0,8%)     | 348 (1,9%)     |
| Азијати           | 530 (3,4%)     | 969 (5,4%)     |
| Хиспаноамериканци | 192 (1,2%)     | 336 (1,9%)     |
| Укупно            | 15.814         | 17.904         |